# كريستوس سقراط مانتزوروس
كريستوس سقراط مانتزوروس هو طبيب، وعالم، وأخصائي في الطب الباطني والغدد الصماء، ومدرس وباحث أمريكي يوناني. عمل مانتزوروس كأستاذ للطب في كلية هارفارد للطب وكأستاذ مساعد في كلية الطب في جامعة بوسطن. يشغل مانتزوروس في الوقت الحالي منصب رئيس قسم أمراض الغدد الصماء، والسكري والاستقلاب في نظام الرعاية الصحية للمحاربين القدامى في بوسطن، حيث أنشأ مجددًا القسم الأكاديمي الرائد المتلائم مع مهمته الثلاثية، بالإضافة إلى عمله كمدير مؤسس للتغذية البشرية في مركز بيث إسرائيل ديكونيس الطبي (بي آي دي إم سي)، كلية هارفارد للطب. أخيرًا، يشغل مانتزوروس منصب رئيس تحرير مجلة الاستقلاب: السريري والتجريبي.
عمل مانتزوروس في السابق أيضًا كأستاذ للصحة البيئية في كلية هارفارد للصحة العامة، وكمدير مشارك في برنامج الزمالة في مركز بيث إسرائيل ديكونيس الطبي ولاحقًا كمدير مؤسس في برنامج الزمالة لأمراض الغدد الصماء، والسكري والاستقلاب في نظام الرعاية الصحية للمحاربين القدامى في بوسطن.
نظرًا إلى عمله كممارس للطب الباطني، وأخصائي في الغدد الصماء ومدرس متفان، اعتُبر مانتزوروس رائدًا وخبيرًا على مستوى العالم في مجالي السمنة والاستقلاب. ألقى مانتزوروس أكثر من 600 محاضرة محليًا ودوليًا حول هذين الموضوعين الهامين. خلصت أبحاثه إلى أكثر من 1,000 ورقة بحثية منشورة في المجموع، بما في ذلك 700 بحث منشور باسمه في ميدلاين وما يتجاوز 200 بحث منشور تحت اسم مجموعة لوك أهيد البحثية التعاونية إلى جانب أكثر من 290 فصل ومراجعة أو مقالة افتتاحية. استُشهد بأعماله كمراجع لأكثر من 147,000 مرة مع مؤشر «إتش» من 147 ومؤشر «آي 10» من 575 (غوغل سكولار).

## دراسات التصوير العصبي
في الآونة الأخيرة، عمل د. مانتزوروس على التفاعل بين الهرمونات والعوامل البيئية للتأثير على وظيفة مراكز الدماغ الهامة في استتباب الطاقة واستقلابها بالإضافة إلى كيفية تعديلها باستخدام المستحضرات الصيدلانية بهدف علاج السمنة. من خلال التركيز على الدماغ البشري، درس مانتزوروس التحكم في السلوكيات الغذائية التي من شأنها التأثر بالسمنة في القشرة المخية لدى الإنسان. تتمثل النقطة الأهم من ذلك في تحديده دور «جي إل بّي – 1» في الدماغ البشري. اختبر د. مانتزوروس مع فريقه الليراغلوتايد نظير «جي إل بّي – 1» لدى البالغين المصابين بالسكري ليجدوا أن الليراغلوتايد قادر على إنقاص التنشيط في مناطق من القشرة المخية للدماغ، التي تمثل المناطق المسؤولة عن زيادة التحكم وجعل الفرد أكثر انتباهًا لما يتناوله. يشير هذا إلى امتلاك الأفراد الذين يتعاطون الليراغلوتايد رغبة أقل تجاه الأطعمة المستساغة للغاية ما من شأنه إثبات فعالية هذا العلاج في علاجات خسارة الوزن بالنسبة إلى الأفراد ذوي الميل لتناول الطعام كمكافأة، على سبيل المثال عن شعورهم بالتوتر. على الرغم من نجاح العلاج قصير الأمد باستخدام «جي إل بّي – 1 آر إيه إس» في إنقاص تنشيط كل من الجزيرة، والبطامة، والنواة المذنبة والقشرة الجبهية الحجاجية (مناطق جهاز المكافأة)، ما من شأنه تخفيض مدخول الطاقة وبالتالي خسارة الوزن، إلا أن تأثير «جي إل بّي – 1 آر إيه إس» على النشاط الدماغي عرضة للزوال عند استخدامه كعلاج طويل الأمد، ما من شأنه أيضًا تفسير عتبة خسارة الوزن النهائية الملحوظة عند تعاطي هذه الأدوية. علاوة على ذلك، اختبر د. مانتزوروس وزملاؤه ناهض مستقبل السيروتونين «2 سي» اللوركاسيرين لدى الأفراد المصابين بالسمنة واكتشفوا دور اللوركاسيرين في إنقاص التنشيط في القشرة البصرية والجدارية المتعلقة بالانتباه استجابة لإشارات الطعام عالية الاستساغة خلال أسبوع واحد في حالة الصيام، وفي القشرة الجدارية استجابة لأي إشارات طعام خلال 4 أسابيع في حالة التغذية العادية. أمكن الوصول أيضًا إلى انخفاض في النشاط الحوفي المتعلق بالأهمية والعاطفة، بما في ذلك الجزيرة واللوزة الدماغية، خلال 4 أسابيع. في تحليل ثانوي، أمكن رصد انخفاضات في مدخول السعرات الحرارية، والوزن ومؤشر «بي إم آي» المرتبط بالنشاطات في اللوزة الدماغية والقشرة الجدارية والبصرية عند خط الأساس، ما يشير إلى الدور النافع لاستخدام اللوركاسيرين بشكل خاص لدى الأفراد الذين يميلون عاطفيًا نحو تناول الطعام. في الآونة الأخيرة، أجرى فريق د. مانتزوروس أول دراسة باستخدام التصوير العصبي من أجل اختبار الارتباط بين تركيز الأوكسينتومودولين، والغليسينتين و«جي آي بّي» في الدم من جهة والنشاط الدماغي عند الاستجابة لإشارات الطعام من جهة أخرى. أظهرت النتائج ارتباطًا عكسيًا بين مستويات «جي آي بّي» في الدم في حالة الصيام والتنشيط المرصود في المناطق المتعلقة بالانتباه (القشرة البصرية للفص القذالي والفص الجداري)، بينما ارتبطت مستويات الأوكسينتومودولين والغليسينتين عكسيًا مع المناطق المتعلقة بالمكافأة (الجزيرة، والبطامة والنواة المذنبة لكليهما، إلى جانب القشرة الحجاجية الجبهية للغليسينتين فقط) ومنطقة تحت المهاد عند رؤية الأطعمة المستساغة للغاية مقارنة بصور الأطعمة الأقل استساغة. تمتلك هذه الدراسات العديد من الآثار الهامة على السمنة والطرق العلاجية المستقبلية.

## مرض الكبد الدهني والتهاب الكبد الدهني غير الكحولي
بالإضافة إلى عمله على السمنة وداء السكري، وإدراكًا منه للعبء المتزايد الذي تسببه أمراض الكبد الدهنية غير الكحولية المؤثرة على ما يقارب 30% من المواطنين الأمريكيين، ركزت أبحاث د. مانتزوروس أيضًا على دراسة الفيزيولوجيا المرضية لهذا المرض فضلًا عن تطوير الأدوات التشخيصية، والإنذارية والعلاجية المناسبة. بالنسبة إلى الفيزيولوجيا المرضية، ربطت مجموعة مانتزوروس أمراض الكبد الدهنية غير الكحولية مع السمنة وهرموني اللبتين والأديبونكتين بالإضافة إلى انخفاض الكتلة الهيكلية، وهرمونات النسج الهيكلية، بما في ذلك الأكتيفينات، والفوليستاتينات والإيريزين، إلى جانب جودة النظام الغذائي والدور الوقائي للنظام الغذائي المتوسطي. استخدم فريق مانتزوروس تقنيات أوميكس والتعلم المراقب من أجل تطوير النماذج الجديدة من خلال توظيف نهج من أعلى إلى أسفل (عوضًا عن النهج الجزيئي المرشح عادة)، أي استخدام عوامل الاستقلاب، والليبيدات، والهرمونات والغليكانات التي من شأنها تشخيص وجود أمراض الكبد الدهنية غير الكحولية، أو التهاب الكبد الدهني غير الكحولي أو حالة الكبد الصحية بدقة عالية بالإضافة إلى النموذج القادر على تشخيص تليف الكبد باستخدام الليبيدات. بالإضافة إلى تحديد الدور الهام للنظام الغذائي، على وجه الخصوص النظام الغذائي المتوسطي، والعادات الغذائية في الوقاية من أمراض الكبد الدهنية غير الكحولية وتدبيرها، ركز مانتزوروس أيضًا على الدور الناشئ لمضادات السكري وغيرها من الأدوية الهامة في عملية الاستقلاب إذ اقترح استخدامها في خلفية علاجات التغذية الطبية وتعديل نمط الحياة بهدف علاج الحالات المتقدمة من أمراض الكبد الدهنية غير الكحولية. لجميع الأسباب السابقة، اقترح د. مانتزوروس اسمًا جديدًا وأكثر دقة لهذا المرض، إذ اعتقد أن اسم «دي إيه إف إل دي / دي إيه إس إتش» (مرض الكبد الدهني / التهاب الكبد الدهني المرتبط بخلل الاستقلاب) أكثر ملاءمة لوصف هذه الحالة المرضية. في الآونة الأخيرة، شارك د. مانتزوروس، كممثل لجمعية الغدد الصماء، في مجموعة العمل التي نشرت ورقة «دعوة للعمل» بهدف دعوة أطباء الرعاية الأولية والمتخصصين الفرعيين من أجل تجهيز أنفسهم لاندلاع وباء هذه الحالة السائدة والمساهمة في اختبارها، وتشخيصها وعلاجها بين مرضاهم. نشرت مجموعة العمل هذه في وقت لاحق إرشادات التشخيص والعلاج لعام 2021. في الآونة الأخيرة، اقترح د. مانتزوروس اسمًا جديدًا وتصنيفًا جديدًا لاستبداله باسم مرض الكبد الدهني غير الكحولي، كتشخيص شامل تحت التصنيف الفرعي القائم على الفيزيولوجيا المرضية لمرض الكبد الدهني (إف إل دي).